# 巴迪尼耶尔
巴迪尼耶尔（法語：Badinières，法語發音：[badinjɛʁ]）是法国伊泽尔省的一个旧市镇，属于拉图尔迪潘区。2015年1月1日，巴迪尼耶尔与市镇埃克洛斯合并为新市镇埃克洛斯-巴迪尼耶尔。

## 地理
巴迪尼耶尔（45°30'36"N, 5°18'11"E）面积5.99 平方千米，位于法国奥弗涅-罗讷-阿尔卑斯大区伊泽尔省，该省份为法国东南部内陆省份，北起顺时针与安省、萨瓦省、上阿尔卑斯省、德龙省、阿尔代什省、卢瓦尔省和罗讷省。
与巴迪尼耶尔接壤的市镇（或旧市镇、城区）包括：特拉莫莱、埃克洛斯。
巴迪尼耶尔的时区为UTC+01:00、UTC+02:00（夏令时）。

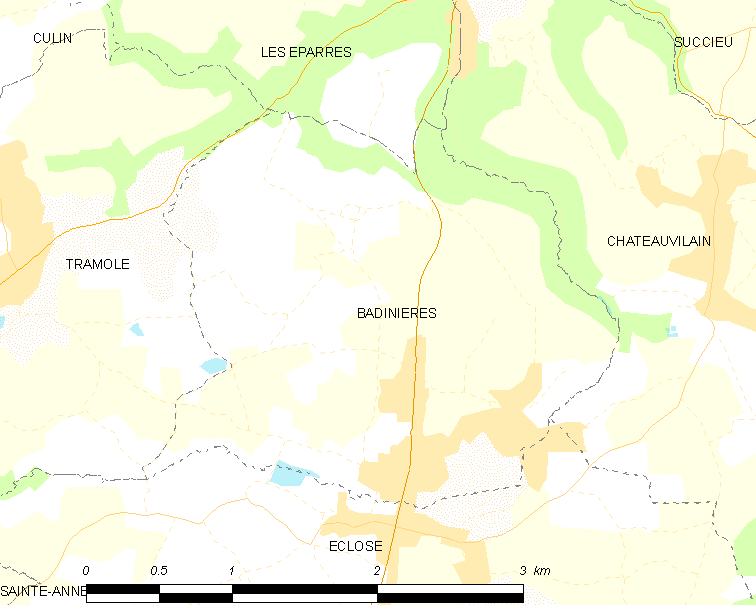
巴迪尼耶尔的OSM定位图

## 行政
巴迪尼耶尔的邮政编码为38300，INSEE市镇编码为38024。

## 政治
巴迪尼耶尔所属的省级选区为布尔关雅略县。

## 人口

1962-2008年间巴迪尼耶尔人口变化图示

巴迪尼耶尔于2017年1月1日时的人口数量为681人。